# Сан-Мартинью-ду-Вале
Сан-Мартинью-ду-Вале (порт. São Martinho do Vale)  —  населённый пункт и район в Португалии,  входит в округ Брага. Является составной частью муниципалитета  Вила-Нова-де-Фамаликан. Находится в составе крупной городской агломерации Большое Минью. По старому административному делению входил в провинцию Минью. Входит в экономико-статистический  субрегион Аве, который входит в Северный регион. Население составляет 1943 человека на 2001 год. Занимает площадь 4,05 км².